# مسألة هلبرت السادسة عشر
مسألة هيلبرت السادسة عشر هي مسألة رياضية عرضها عالم الرياضيات الألماني ديفيد هيلبرت في مؤتمر باريس بالمؤتمر الدولي للرياضيات عام 1900م، كجزء من مسائل هيلبرت الثلاثة وعشرين.
عُرضت المسألة اسم مسألة طبولوجيا المنحنيات والسطوح الجبرية (Problem der Topologie algebraischer Kurven und Flächen).
تتألف المسألة من مسألتين رياضيتين متشابهتين في مجالين مختلفين من الرياضيات:
- بحث عن المواضع النسبية لفرع المنحنيات الجبرية الحقيقية للدرجة ن والتشابه بين السطوح الجبرية.
- تحديد القيمة العظمى لعدد الدورات الحدودية في المجال الثنائي الأبعاد لمتجهات كثيرات الحدود من الدرجة ن وبحث عن مواضعها النسبية.

المسألة الأولى لم تُحل حتى الآن إلى ن=8. وبالتالي، فهذه الحالة هي غالباً ما يُشار إليها باسم مسألة هيلبرت السادسة عشر في الهندسة الجبرية الحقيقية. المسألة الأخرى لا زالت هي أيضاً غير محلولة: لا يوجد قيمة عظمى لعدد الدورات عند ن>1، وهذه المسألة التي يُشار إليها باسم مسألة هيلبرت السادسة عشر في مجال الأنظمة التحريكية.

## الجزء الأول من مسألة هيلبرت السادسة عشر
في عام 1876م بحث العالم كارل هارنيك عن المنحنيات الجبرية في مسطح المنظور الحقيقي ووجد أن المنحنيات من الدرجة ن لا يمكن أن تكون أكثر من 
{\displaystyle {n^{2}-3n+4 \over 2}}
وعلاوة على ذلك فقد وضّح كيفية إنشاء المنحنيات التي تبلغ القيمة العظمة، وبالتالي فهي أفضل قيمة عظمى ممكنة. المنحنيات بهذا العدد من الأجزاء تُسمّى منحنيات ميم.
أوجد هيلبرت منحنيات ميم عند الدرجة السادسة، ووجد أن الأجزاء الحادية عشر تبقى دائماً متجمّعة بطريقة مميزة. وكان تحديه لمجتمع الرياضيات هو إيجاد جميع التكوينات الممكنة لأجزاء منحنيات ميم.
ومن ناحية أخرى، فقد طلب تعميم نظرية هارنيك إلى السطوح الجبرية وإيجاد السطوح بأقصى عدد من المكوّنات.

## الجزء الثاني من مسألة هيلبرت السادسة عشر
يُعبّر عن مجالات متجهات كثيرات الحدود من الدرجة الثانية في السطح الحقيقي كنظام من المعادلات المختلفة كالآتي:
{\displaystyle {dx \over dt}=P(x,y),\qquad {dy \over dt}=Q(x,y)}
مجالات متجهات كثيرات الحدود هذه دُرست من قبل هنري بوانكاريه، والذي كانت لديه فكرة عن إلغاء البحث لإيجاد الحلول الدقيقة للنظام، وبدلاً من ذلك فقد حاول دراسة المزايا النوعية لمجموعة جميع الحلول.
من بين العديد من الاكتشافات، فقد وجدت أن المجموعات الحدّية لمثل هذه الحلول يجب ألا تكون نقاط محطّية، ولكن يجب أن تكون حلول دورية. وهذا النوع من الحلول سُمّيت دورة حدودية.
الجزء الثاني من مسألة هيلبرت السادسة عشر هي لتحديد القيمة العظمى لعدد الدورات الحدودية في مجالات متجهات كثيرات الحدود للدرجة ن وبشكل مشابه للجزء الأول، إيجاد مواضعها النسبية.

### النتائج
وُجد فيما بين عامي 1991م وَ1992م من قبل يولي إيشينكو وجين آيكالي أن كل مجال من متجه لكثيرة حدود في المسطح تحتوي فقط على العديد من الدورات الحدودية المنتهية.

## وصلات خارجية
- 16th Hilbert problem: computation of Lyapunov quantities and limit cycles in two-dimensional dynamical systems